# New Albany (Indiana)
New Albany – miasto w Stanach Zjednoczonych, w stanie Indiana, siedziba administracyjna hrabstwa Floyd.